# 뮤직스타
《뮤직스타》는 2010년 할리게임즈에서 개발한 리듬액션게임으로는 최초로 PC노트제작기와 연동되는 휴대전화 전용 리듬 액션 게임이다.

## 게임 구조
게임은 음악에 따라서 내려오는 노트를 판정라인에 맞추어 점수를 획득하는 방식이다. 음악은 클래식과 가요 위주로 구성되어 있다.
뮤직스타는 Easy,Normal,Hard 의 3가지 모드를 가지고 있다.
- Easy 모드는 1, 2, 3의 3키를 사용한다.
- Normal 모드는 1, 2, 3, 4, 5, 6의 6키를 사용한다.
- Hard 모드는 1, 2, 3, 4, 5, 6, 7, 8, 9의 9키를 모두 사용하고

노트는 멀티노트를 옵션으로 지원한다.
핸드폰 기종에 따라 싱크를 조절할 수 있는 싱크 조절 기능이 있다. 특이사항으로는 터치폰의 경우 1,2,3,4,5,6,7,8,9의 숫자버튼과 피버버튼을 사용자 임의로 배치하여 게임을 즐길 수 있다.

## 점수 체계
노트판정점수는 Preftct > Cool > Good > Bad > Poor > Miss 의 순서이며 높은 판정을 받을수록 피버게이지가 상승되고 피버모드가 활성화되면 x2, x3으로 콤보수의 증가가 높아진다. 콤보수가 높아질수록 x2~x8까지 노트판정점수 x 배수로 높은 점수를 얻을 수 있다. 플레이 결과에 의해 얻는 랭크는 노트판정점수에 의해 결정되며 S,A,B,C,D,E,F까지 랭크를 받을 수 있다. S랭크는 98%이상의 Perfect와 No miss를 조건으로 하며 다음 랭크들도 이러한형식으로 판정점수를 기준으로 계산된다.

## 게임의 특징
뮤직스타는 리듬게임이 가져야 하는 기본적인 재미, 박자감(손맛)에 대해서 미디 데이터를 이용하여 거의 완벽하게 맞출 수 있도록 구성되어 있다. 또한 PC용 노트제작기를 이용하여 사용자가 임의로 노트를 제작하여 게임을 즐길 수 있으며 이를 통해 하나의 음악에 여러 개의 노트가 존재하여 다양하게 즐길 수 있다라는 점이 가장 큰 특징이다.
뮤직스타의 터치폰 버전에서는 1,2,3,4,5,6,7,8,9 버튼의 배치를 사용자의 임의로 배치하여 게임을 즐길 수 있도록 구성되어 사용자의 편리성에 맞추어 게임을 더욱 쉽고 재미있게 즐길 수 있다.

## 노트제작기
뮤직스타는 PC용 노트제작기를 지원하며 이를 이용하여 노트를 제작하여 서버에 바로 업로드되고 핸드폰으로 즉시 내려 받아 플레이할 수 있도록 되어 있다.